# تسهيل (لغة)
 التسهيل  جعل اللفظ سهلا. ومن المجاز، كلام فيه سهولة.
وقال ابن سيده  وَفِي التَّنْزِيل: (إِنَّمَا ذَلكم الشَّيْطَان يُــخوِّف أولياءه) أَي يجعلهم يخَافُونَ اولياءه. وَقَالَ ثَعْلَب: مَعْنَاهُ يــخوّفــكم بأوليائه، وَأرَاهُ تسهيلا للمعنى الأول.
وسهولة اللفظ عذوبته، غير أن صاحب محيط المحيط يذكر معنى آخر له فيقول أنه يقال أيضًا السهولة والظرافة، وخلو اللفظ من التكلف والتعقيد والتعسف في السبك، مثل قول مجنون ليلى: